# J.Springs
J.Springs ist eine Uhrenmarke von Seiko Instruments Inc. Der Firmenstammsitz befindet sich in Chiba, Präfektur Chiba, Japan.

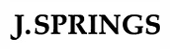
J.Springs-Logo

## Marke
Armbanduhren von J.Springs werden aus Edelstahl, vorwiegend im sportlichen Design mit Automatik- und Quarzuhrwerken produziert, welche in Japan hergestellt werden. Die Hauptmärkte stellen Japan, Südostasien, sowie Länder in Europa und die USA dar.

## Kollektionen

### J-Serie
- Retro Future
- Traveler
- Sports
- Semi Skeleton
- Modern Classic

### I-Serie
- World Time
- Automatic
- Perpetual Calendar
- Retrograde
- Chronograph
- Sports
- Ladies